# Golubovci
Golubovci este orașul-reședință al comunei Golubovci din Municipiul Podgorica, Muntenegru. Conform datelor de la recensământul din 2003, orașul are 2.869 de locuitori (la recensământul din 1991 erau 2.788 de locuitori).

## Demografie
În orașul Golubovci locuiesc 2.115 de persoane adulte, iar vârsta medie a populației este de 35,8 de ani (35,2 la bărbați și 36,4 la femei). În localitate sunt 716 de gospodării, iar numărul mediu de membri în gospodărie este de 4,01.
Populația localității este foarte eterogenă.
|  |

| Demografie | Demografie | Demografie |
| An         | Locuitori  | Locuitori  |
| ---------- | ---------- | ---------- |
|            |            |            |
|            |            |            |
|            |            |            |
|            |            |            |
| 1948       | 1402       |            |
| 1953       | 1628       |            |
| 1961       | 2114       |            |
| 1971       | 2176       |            |
| 1981       | 2676       |            |
| 1991       | 2788       | 2754       |
| 2003       | 2961       | 2869       |

| \| Componența etnică conform recensământului din 2003[2] \| Componența etnică conform recensământului din 2003[2] \| Componența etnică conform recensământului din 2003[2] \| Componența etnică conform recensământului din 2003[2] \| Componența etnică conform recensământului din 2003[2] \| \| ----------------------------------------------------- \| ----------------------------------------------------- \| ----------------------------------------------------- \| ----------------------------------------------------- \| ----------------------------------------------------- \| \| \| \| \| \| \| \| Muntenegreni \| Muntenegreni \| \| 1807 \| 62,98% \| \| Sârbi \| Sârbi \| \| 885 \| 30,84% \| \| Albanezi \| Albanezi \| \| 15 \| 0,52% \| \| Musulmani \| Musulmani \| \| 10 \| 0,34% \| \| Croați \| Croați \| \| 5 \| 0,17% \| \| Macedoneni \| Macedoneni \| \| 3 \| 0,1% \| \| Iugoslavi \| Iugoslavi \| \| 3 \| 0,1% \| \| Germani \| Germani \| \| 1 \| 0,03% \| \| necunoscută \| necunoscută \| \| 15 \| 0,52% \| |              |  |      |        |
| Componența etnică conform recensământului din 2003 |              |  |      |        |
| |              |  |      |        |
| Muntenegreni | Muntenegreni |  | 1807 | 62,98% |
| Sârbi | Sârbi        |  | 885  | 30,84% |
| Albanezi | Albanezi     |  | 15   | 0,52%  |
| Musulmani | Musulmani    |  | 10   | 0,34%  |
| Croați | Croați       |  | 5    | 0,17%  |
| Macedoneni | Macedoneni   |  | 3    | 0,1%   |
| Iugoslavi | Iugoslavi    |  | 3    | 0,1%   |
| Germani | Germani      |  | 1    | 0,03%  |
| necunoscută | necunoscută  |  | 15   | 0,52%  |